# 秋田県立角館高等学校
秋田県立角館高等学校（あきたけんりつ かくのだてこうとうがっこう 英称:Akita Prefectural Kakunodate High School）は、秋田県仙北市に位置する県立の高等学校。略称は「角高（かくこう）」または「北高（きたこう）」。「北高」は、以前の名称が「秋田県立角館北高等学校」だったことに由来する。
2014年、秋田県立角館高等学校と秋田県立角館南高等学校の統合校として、旧角館南高校跡地に暫定開校。その後、全日制課程の新校舎を旧角館高校跡地に、定時制課程校舎を暫定校舎である現校舎を改修して設置される。
校歌、校章は両校から引き継いだため2つずつある。なお、両校は1951年（昭和26年）4月に一旦統合し1952年（昭和27年）7月には再び分離した歴史がある。

## 概要
旧制中学を前身とする旧角館高等学校と旧制高女を前身とする角館南高等学校が2014年（平成26年）春に統合して誕生した県立高等学校である。
旧角館高は1925年創立の旧制県立角館中学校を前身とする。一期生の修学旅行先は樺太であった。旧校地は武家屋敷の一等地で、校舎は輸入材を使用したピンク色であった。制服は3つボタンの背広にネクタイ、海軍式のゲートルとモダンであり。制服に背広とネクタイを採用したのは東京府立第五中学校（現在の東京都立小石川高等学校）に次いで全国二校目であったが、現在は詰め襟（男子）である。1995年には県内で初めて冷暖房を備えた多目的学習施設「弘道館」が完成した。施設名は旧藩時代の郷校・弘道書院に由来する。1980年松竹配給の映画「思えば遠くへ来たもんだ」（武田鉄矢主演）のロケは同校でおこなわれた。
角館南高は1928年（昭和3年）3月19日、秋田県立角館高等女学校として開校。「駒草精神」を校是とした。

## 年表
- 2014年4月1日 - 秋田県立角館高等学校と秋田県立角館南高等学校の統合校として、新たに秋田県立角館高等学校が開校。開校時点では、暫定的に旧・角館南高校の跡地に設置[注 1]。
- 2014年7月 - 第96回全国高等学校野球選手権秋田大会優勝。旧角館高校時代を含め春夏通じて初の甲子園出場。
- 2015年 - 同年の定時制入学者から2部制(単位制)を導入。全日制課程の一部を、旧角館高校跡地の新校舎に移転。
- 2016年- 旧角館高校跡地の新校舎に全日制課程を完全移転。統合校暫定校舎には、改修の上で定時制課程を残留させ、併せて、同校地に秋田県立大曲支援学校せんぼく校を設置。

### 旧角館高校
- 1924年12月23日 - 文部省告示第423号により開校認可される。
- 1925年4月8日 - 「秋田県立角館中学校」として開校する。
- 1946年 - 「夏の甲子園」県大会優勝・奥羽大会準決勝で惜敗する。
- 1948年4月1日 - 「秋田県立角館北高等学校」に改称する。
- 1949年 - 「夏の甲子園」県大会準優勝・奥羽大会初戦敗退
- 1951年4月1日 - 「秋田県立角館南高等学校」と統合し「秋田県立角館高等学校」と改称、同校を北校と称する。
- 1952年7月1日 - 再び南北校が分離し、「秋田県立角館北高等学校」と改称。
- 1952年 - 秋季高校野球秋田県大会優勝
- 1954年4月1日 - 「秋田県立角館高等学校」に改称。
- 1960年 - 第15回熊本国体馬術部全国優勝
- 1965年5月21日 - 創立40周年 記念式を挙行
- 1973年6月14日 - 新校舎へ移転
- 1984年 - 秋田インターハイで山岳部全国優勝
- 1985年10月18日 - 創立60周年 記念式を挙行
- 1987年 - 「夏の甲子園」県大会準優勝
- 1995年10月20日 - 創立70周年 記念式を挙行
- 1997年5月15日 - 教育後援会発足
- 2005年10月7日 - 創立80周年 記念式を挙行
- 2013年 - 「夏の甲子園」県大会準優勝
- 2013年 - 秋季高校野球秋田県大会優勝
- 2013年 - 秋季高校野球東北大会ベスト8。第86回選抜高等学校野球大会21世紀枠東北地区候補校に選出される。
- 2014年3月31日 - 秋田県立角館南高等学校と統合し、閉校。

## 部活動
以下、公式サイトより転記。
- 運動部
  - 野球部、サッカー部、男子バスケットボール、女子バスケットボール部、バレーボール部、スキー部、男子ソフトテニス部、女子ソフトテニス部、卓球部、柔道部、弓道部、陸上競技部、山岳部、ソフトボール部
- 文化部
  - 吹奏楽部、飾山囃子部、書道部、演劇部、写真部、美術部、文芸部、インターアクト部

スキー部はオリンピック選手も輩出する全国有数の強豪校。
統合初年度の2014年には夏の高校野球県大会を制し、野球部創設84年目にして、春夏通じて初の甲子園出場を決めた。
旧角館高の流れを汲む1959年創設の馬術部は県内唯一のもので好戦績を残している。
旧角館南高はバレーボール部の強豪として知られ、全国高等学校バレーボール選抜優勝大会（春校バレー）の第2回大会で準優勝するなど計8回の春高バレー出場を果たしている。第2回大会決勝で対戦した岩手県立高田高等学校とは現在も交流が続いている。

## 校章

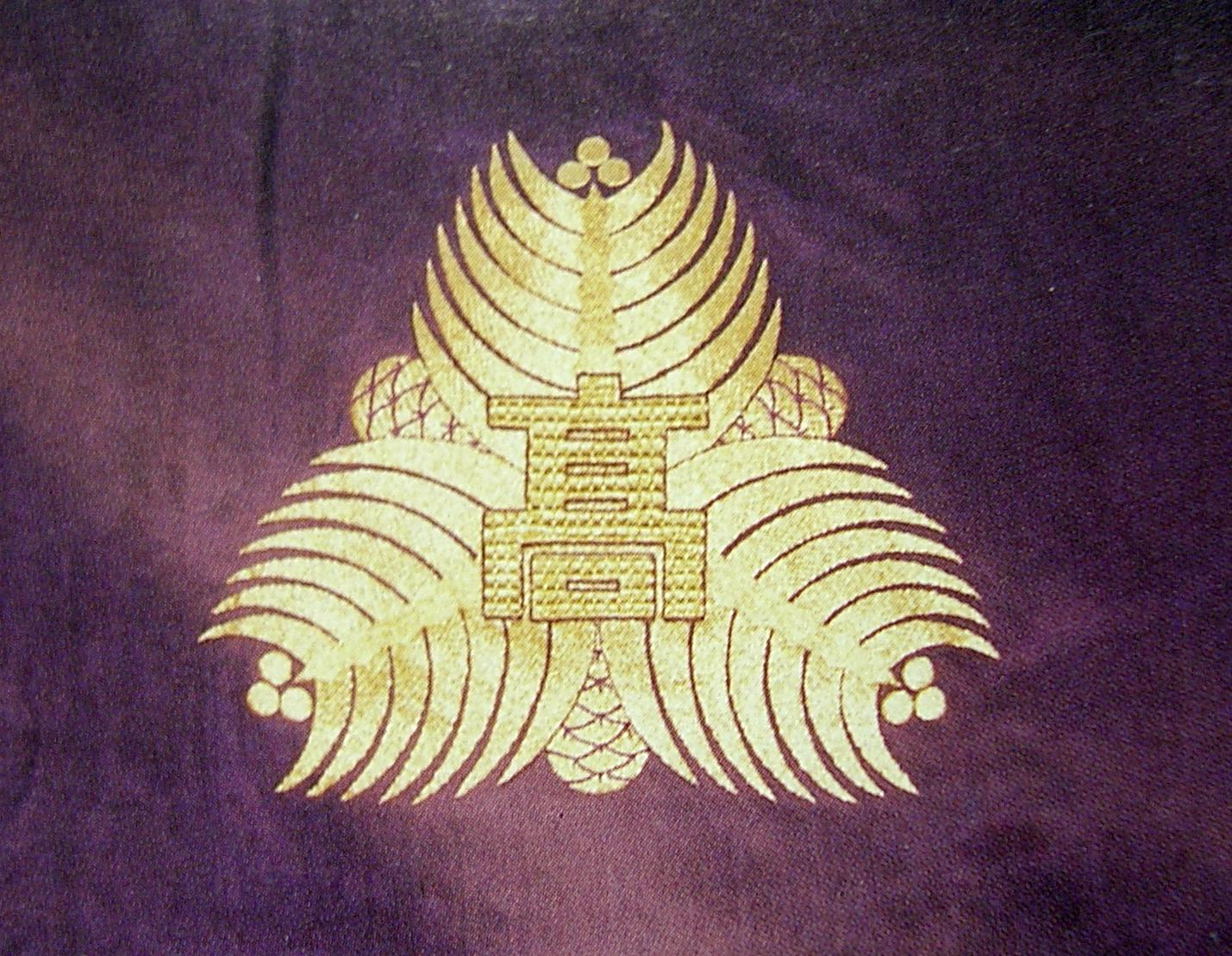
「校章」

若杉（わかすぎ） - 平福百穂画伯（旧角館町出身）図案。以下、公式サイトより引用。
「杉は多数植栽され美林を形成し、直幹天を摩す大木となり、その材は広き用途をもつ良材である。その枝葉素朴にして花美ならずと雖も万樹を凌ぐ価値をその内に存す。杉の如く侈ることなく、互いに協調しつつ真直に成長を続け、将来天下の人材として社会に貢献すべき意を含むものである。」

## 校歌・應援歌

### 校歌「若杉」
- 作詞 島木赤彦
- 補作 斎藤茂吉
- 作曲 小松耕輔

### 校歌「駒草」
- 作詞 川島堰一郎
- 作曲 小松耕輔

### 応援歌
- 角髙賛歌 - 作詞:松本健、作曲: 小西良悦
- 復興歌 - 作詞:高橋清次、作曲: 佐藤長太郎
- 應援團歌 - 作詞:小林和也、作曲: 小西良悦
- 應援歌一番
- 應援歌二番
- 應援歌三番
- 應援歌四番

## 著名な関係者

### 出身者
旧角館高校
- 高田景次（旧・旧制04期）- 元秋田市長・元秋田魁新報社監査役
- 高橋晄正（旧・旧制07期）- 元東京大学医学部講師・元医療薬事評論家
- 五井孝蔵（旧・旧制14期）- プロ野球選手（近鉄パールス）
- 高階秀爾（旧・新制02期）- 美術評論家として初の文化勲章を受章・東京大学名誉教授・大原美術館館長・元国立西洋美術館館長・秋田県立美術館美術顧問

- 斎藤正三郎（旧・新制02期）- 元東北大学工学部長
- 山谷初男（旧・新制05期）- 俳優
- 佐藤歳二（旧・新制07期）- 元横浜地方裁判所長、元早稲田大学法学部特任教授、元司法協会理事長、TMI総合法律事務所顧問弁護士
- 渡辺豊和（旧・新制09期）- 建築家・京都造形芸術大学名誉教授・工学博士
- 坂本尚夫（旧・新制14期）- 元東北大学大学院教授
- 塩野米松（旧・新制17期）- 作家
- 花家圭太郎（旧・新制17期）- 時代小説家（本名：村岡末男)
- 佐竹敬久（旧・新制18期）- 秋田県知事・自治体国際化協会副会長・元全国市長会会長（秋田市長）・現同窓会顧問
- 矢野立美（旧・新制20期）- 作曲家
- 男鹿和雄（旧・新制22期）- アニメーション美術監督
- 橋本修（旧・新制24期）- 青山学院大学教授・工学博士
- 浅利光博（旧・新制25期）- プロ野球選手（大洋ホエールズ）
- 安達和平（旧・新制26期）- 俳優
- 田口三昭（旧・新制29期）- 株式会社バンダイナムコホールディングス代表取締役社長・日本商品化権協会副理事長
- 門脇光浩（旧・新制31期）- 仙北市長・現同窓会顧問
- 柳葉敏郎（旧・新制31期）- 俳優
- 菅原弘明（旧・新制31期）- 作曲家・編曲家
- ha-j（佐藤肇）（旧・新制41期）- 作曲家・編曲家
- 本田武久（旧・新制42期）- テノール歌手
- 小松嘉章（旧・新制53期）- ファッションスタイリスト
- 向川桜子（旧・新制63期） - アルペンスキー選手
- 高橋諒（旧・新制65期）- 元じゃらん部会長

旧角館南高校

## 所在地
- 若草キャンパス(仮称)…仙北市角館町細越町37番地
旧角館高校跡地に建設された全日制課程の校舎。電話番号は、旧角館高校全日制のものを使用。
- 駒草キャンパス(仮称)…仙北市角館町小舘77番地2
同校の暫定校舎(旧角館南高校跡地)として使用後、改修の上で定時制課程の校舎として使用。
2016年4月、同じ敷地内に秋田県立大曲支援学校せんぼく校を新規設置。